# Țefania (carte)
Țefania este o carte din Vechiul Testament. (În Scripturile românești, un nume alternativ al cărții și al personajului este Sofonie.) Conform primului verset cartea este scrisă de Țefania, fiul lui Cuși, fiul lui Ghedalia, fiul lui Amaria, fiul lui Ezechia, pe vremea lui Iosia, fiul lui Amon, împăratul lui Iuda.